# Élections municipales de 1945 en Ille-et-Vilaine
Les élections municipales en Ille-et-Vilaine ont eu lieu les 29 avril et 13 mai 1945.

## Maires sortants et maires élus
| Commune              | Population | Maire élu            | Parti | Parti    |
| -------------------- | ---------- | -------------------- | ----- | -------- |
| Bain-de-Bretagne     | 4 245      | Eugène Derniaux      |       | SE       |
| Cancale              | 5 635      | Adolphe Robin        |       | MRP      |
| Combourg             | 4 523      | Abel Bourgeois       |       | Rad.soc. |
| Dinard               | 7 721      | Louis Léouffre       |       | MRP      |
| Dol-de-Bretagne      | 4 596      | Victor Compagnon     |       | SE       |
| Fougères             | 20 432     | Henri Rebuffé        |       | Rad.     |
| Janzé                | 4 102      | Léon Thébault        |       | Rad.ind. |
| Louvigné-du-Désert   | 3 702      | Ambroise de Montigny |       | URD      |
| Paramé               | 6 589      | Jean Legatellois     |       | MRP      |
| Pleurtuit            | 3 548      |                      |       |          |
| Redon                | 6 565      | Jules Le Calvé       |       | Rép.ind. |
| Rennes               | 98 538     | Yves Milon           |       | DVD      |
| Saint-Malo           | 13 836     | René Delannoy        |       | Rad.soc. |
| Saint-Servan-sur-Mer | 12 323     | Paul Delacour        |       | DVD      |
| Vitré                | 8 506      | Marcel Rupied        |       | PRL      |

## Résultats dans les communes de plus de3 500 habitants

### Rennes
| Tête de liste                                           | Tête de liste          | Liste                         | Premier tour | Premier tour | Second tour | Second tour | Sièges | Sièges |
| Tête de liste                                           | Tête de liste          | Liste                         | Voix         | %            | Voix        | %           | CM     |        |
| ------------------------------------------------------- | ---------------------- | ----------------------------- | ------------ | ------------ | ----------- | ----------- | ------ | ------ |
|                                                         | Yves Milon             | Rép.mod. - PRRRS - SFIO - PCF |              |              | 21 336      | 47,30       | 36     |        |
| Liste antifasciste de la Démocratie et de la Résistance |                        |                               |              |              | 21 336      | 47,30       | 36     |        |
|                                                         | Louis Le Gall-La Salle | MRP                           |              |              | 18 021      | 39,95       | 0      |        |
| Liste d'Entente républicaine et populaire               |                        |                               |              |              | 18 021      | 39,95       | 0      |        |
|                                                         | François Chateau       | Rad. - Mod.                   |              |              |             |             | 0      |        |
| Union pour la reconstruction de la ville                |                        |                               |              |              |             |             | 0      |        |
|                                                         |                        |                               |              |              |             |             |        |        |
| Inscrits                                                | Inscrits               | Inscrits                      |              | 100,00       | 65 609      | 100,00      |        |        |
| Votants                                                 | Votants                | Votants                       |              |              | 45 474      | 69,31       |        |        |
| Exprimés                                                | Exprimés               | Exprimés                      |              |              | 45 102      | 68,74       |        |        |